# Condado de Gregg
O condado de Gregg é um dos 254 condados do estado norte-americano do Texas. A sede do condado é Longview, e sua maior cidade é Longview.
O condado possui uma área de 716 km² (dos quais 0,85 km² estão cobertos por água), uma população de 111 379 habitantes, e uma densidade populacional de 157 hab/km² (segundo o censo nacional de 2000).
O condado foi criado em 1873.